# 3743 Pauljaniczek
A 3743 Pauljaniczek (ideiglenes jelöléssel 1983 EW) a Naprendszer kisbolygóövében található aszteroida. Barr, E. fedezte fel 1983. március 10-én.